# Winfried Brückner
Winfried Brückner (* 9. Dezember 1948) ist ein ehemaliger deutscher Fußballschiedsrichter.

## Leben
Der vom FSV Jever in Niedersachsen stammende Brückner wurde von 1978 bis 1980 in 17 Spielen der Fußball-Bundesliga als Schiedsrichter eingesetzt. In der Saison 1978/79 war er der jüngste Bundesliga-Unparteiische. Er pfiff in dieser Zeit allerdings nicht für Jever, sondern für den SSC Südwest Berlin. 1980 wurde Brückner, der beruflich als Jurist tätig war, trotz guter Leistungsbewertungen aus dem Bundesliga-Kader gestrichen, nachdem er von Berlin nach Hamburg umgezogen war. Der Hamburger Fußball-Verband hatte bereits Friedrich Retzmann für die Bundesliga aufgestellt, für einen weiteren Bundesliga-Schiedsrichter aus einem Hamburger Verein war kein Platz.
In der Saison 1979/80 leitete Brückner zwei Spiele im DFB-Pokal und wurde in dem Wettbewerb auch später, als er nicht mehr zum Bundesliga-Aufgebot zählte, noch insgesamt dreimal eingesetzt: In einem Spiel des DFB-Pokals während des Spieljahres 1985/86 sowie in zweien während der Saison 1988/89.